# Aleksandr Lomaia

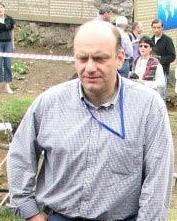
Alexandr en 2005

Aleksandr "Kaja" Lomaia (en georgiano: კახა ლომაია) es un político georgiano y secretario del Consejo de Seguridad Georgiano. Lomaia fue ministro de Educación y Ciencia de Georgia hasta que el nuevo primer ministro Lado Gurgenidze lo reemplazó con Maia Miminoshvili, antiguo jefe del Centro Nacional de Evaluació y Exámenes. Lomaia es un exdirector ejecutivo de la Fundación Georgia Sociedad Abierta (Fundación Soros), y dirigió un equipo de 50 personas y un presupuesto de 2.500.000 dólares.